# Scottish League Cup 1994/95
Der Scottish League Cup wurde 1994/95 zum 49. Mal ausgespielt. Der schottische Fußball-Ligapokal begann am 9. August 1994 und endete mit dem Finale am 27. November 1994 im Ibrox Park von Glasgow. Der Pokalwettbewerb wurde unter den Teilnehmern der Scottish Football League und der Scottish Premier League ausgespielt. Wurde ein Duell nach 90 Minuten plus Verlängerung nicht entschieden, kam es zum Elfmeterschießen. Im Finale gewannen die Raith Rovers aus der Second Division mit 6:5 nach Elfmeterschießen gegen Celtic Glasgow. Nach einer Finalniederlage 1948/49 gegen die Glasgow Rangers konnten die Rovers erstmals den Ligapokal für sich entscheiden. Der Sieg im Finale berechtigte zur Teilnahme am UEFA-Pokal 1995/96, in dem die dritte Runde des Wettbewerbs erreicht wurde. Nach Siegen gegen GÍ Gøta und ÍA Akranes verlor das Team aus Kirkcaldy das zuvor in die First Division aufgestiegen war gegen den FC Bayern München. Es war das erste Mal, dass eine unterklassige schottische Mannschaft sich für einen Europapokalwettbewerb qualifizieren konnte.

## 1. Runde
Ausgetragen wurden die Begegnungen am 9. und 10. August 1994.
|                    | Ergebnis        |                 |
| ------------------ | --------------- | --------------- |
| Berwick Rangers    | 0:0 (?:? i. E.) | FC Montrose     |
| FC East Fife       | 1:0             | Forfar Athletic |
| East Stirlingshire | 0:2             | Inverness CT    |
| FC Stenhousemuir   | 0:4             | FC Livingston   |
| FC Arbroath        | 1:1 (?:? i. E.) | Alloa Athletic  |
| Queen of the South | 2:0             | Albion Rovers   |
| Ross County        | 3:2             | FC Queen’s Park |
| FC Stranraer       | 2:2 (?:? i. E.) | FC Cowdenbeath  |

## 2. Runde
Ausgetragen wurden die Begegnungen am 16. und 17. August 1994.
|                      | Ergebnis        |                     |
| -------------------- | --------------- | ------------------- |
| Ayr United           | 0:1             | Celtic Glasgow      |
| FC Dumbarton         | 0:4             | Heart of Midlothian |
| FC Falkirk           | 1:1 (?:? i. E.) | FC Montrose         |
| Greenock Morton      | 1:1 (?:? i. E.) | Airdrieonians FC    |
| FC Motherwell        | 3:1             | FC Clydebank        |
| Partick Thistle      | 5:0             | Brechin City        |
| FC St. Mirren        | 0:1 n. V.       | Dundee United       |
| FC Aberdeen          | 1:0             | FC Stranraer        |
| FC Arbroath          | 1:6             | Glasgow Rangers     |
| FC Dundee            | 3:0             | Inverness CT        |
| Dunfermline Athletic | 4:1             | FC Livingston       |
| Hamilton Academical  | 5:0             | FC Clyde            |
| FC Kilmarnock        | 4:1             | FC East Fife        |
| Queen of the South   | 0:3             | Hibernian Edinburgh |
| Ross County          | 0:5             | Raith Rovers        |
| Stirling Albion      | 0:2             | FC St. Johnstone    |

## 3. Runde
Ausgetragen wurden die Begegnungen am 30. und 31. August 1994.
|                     | Ergebnis        |                      |
| ------------------- | --------------- | -------------------- |
| Hibernian Edinburgh | 2:0             | Dunfermline Athletic |
| Partick Thistle     | 0:5             | FC Aberdeen          |
| FC Dundee           | 1:2             | Celtic Glasgow       |
| Hamilton Academical | 2:2 (?:? i. E.) | Dundee United        |
| Heart of Midlothian | 2:4             | FC St. Johnstone     |
| FC Motherwell       | 1:2 n. V.       | Airdrieonians FC     |
| Raith Rovers        | 3:2             | FC Kilmarnock        |
| Glasgow Rangers     | 1:2             | FC Falkirk           |

## Viertelfinale
Ausgetragen wurden die Begegnungen am 20. und 21. September 1994.
|                     | Ergebnis |                  |
| ------------------- | -------- | ---------------- |
| FC St. Johnstone    | 1:3      | Raith Rovers     |
| Hibernian Edinburgh | 1:2      | Airdrieonians FC |
| Celtic Glasgow      | 1:0      | Dundee United    |
| FC Falkirk          | 1:4      | FC Aberdeen      |

## Halbfinale
Ausgetragen wurden die Begegnungen am 25. und 26. Oktober 1994.
|                | Ergebnis        |                  |
| -------------- | --------------- | ---------------- |
| Raith Rovers   | 1:1 (?:? i. E.) | Airdrieonians FC |
| Celtic Glasgow | 1:0 n. V.       | FC Aberdeen      |

## Finale
| Raith Rovers                              | Raith Rovers | Celtic Glasgow | Celtic Glasgow |
| ----------------------------------------- | --- | --- | -------------- |
| Raith Rovers                              | \| 27. November 1994 in Glasgow (Ibrox Park) \| \| Ergebnis: 2:2 n. V. (2:2, 1:1), 6:5 i. E. \| \| Zuschauer: 45.384 \| \| Spielbericht \| | \| 27. November 1994 in Glasgow (Ibrox Park) \| \| Ergebnis: 2:2 n. V. (2:2, 1:1), 6:5 i. E. \| \| Zuschauer: 45.384 \| \| Spielbericht \|                                                                                | Celtic Glasgow |
| Raith Rovers                              | Scott Thomson – David Sinclair, Shaun Dennis, Steve McAnespie, Stevie Crawford – Colin Cameron, Jason Dair, Ally Graham, Julian Broddle (Jason Rowbotham) – Gordon Dalziel (Ian Redford), David Narey Cheftrainer: Jimmy Nicholl ( Nordirland) | Gordon Marshall – Mike Galloway, Tommy Boyd, Mark McNally, Tony Mowbray, Brian O’Neil – Simon Donnelly (Paul Byrne), Paul McStay, John Collins – Charlie Nicholas (Willie Falconer), Andy Walker Cheftrainer: Tommy Burns | Celtic Glasgow |
| Raith Rovers                              | 1:0 Stevie Crawford (19.) 2:2 Gordon Dalziel (86.)# | 1:1 Andy Walker (32.) 1:2 Charlie Nicholas (84.) | Celtic Glasgow |
| Raith Rovers                              | Elfmeterschießen | | Celtic Glasgow |
| Raith Rovers                              | 1:0 Shaun Dennis 2:1 Steve McAnespie 3:2 Colin Cameron 4:3 Jason Dair 5:4 Jason Rowbotham 6:5 Stevie Crawford | 1:1 Willie Falconer 2:2 John Collins 3:3 Andy Walker 4:4 Paul Byrne 5:5 Mike Galloway Paul McStay | Celtic Glasgow |
| 27. November 1994 in Glasgow (Ibrox Park) | | |                |
| Ergebnis: 2:2 n. V. (2:2, 1:1), 6:5 i. E. | | |                |
| Zuschauer: 45.384                         | | |                |
| Spielbericht                              | | |                |